# Haugraben (Wiese)
Der Haugraben ist ein gut 300 Meter langer Bach des Südschwarzwaldes im baden-württembergischen Landkreis Lörrach. Er entspringt auf der Gemarkung Raitbach der Stadt Schopfheim und mündet in Hausen im Wiesental von links und Nordosten in die Wiese. Mit seinen amtlichen 324 Metern Länge ist er der kürzeste direkte Wiesenzufluss, der einen eigenen Namen trägt.

## Geographie

### Verlauf
Das Quellgebiet des Haugrabens liegt im Walddistrikt Hausener Hau, welches auf der Gemarkung Raitbach der Stadt Schopfheim liegt, auf etwa 495 m ü. NHN. Sein kurzer Lauf in weitgehend westlicher Richtung mit leicht südlicher Tendenz führt ihn durch sein dicht bewaldetes Tal hinab. Kurz vor der Mündung  unterquert er die Wiesentalbahn und die Bundesstraße 317. Die Grenze zur Gemeinde Hausen überschreitet er unmittelbar vor der Mündung beim Ausleitungsbauwerk des Teichgrabens auf etwa 404 m ü. NHN in die Wiese.
Der etwa 325 m lange Lauf des Haugrabens endet ungefähr 125 Höhenmeter unterhalb seiner Quelle, er hat somit ein mittleres Sohlgefälle von etwa 38 %.

### Einzugsgebiet
Das naturräumlich zum Südschwarzwald gehörende Einzugsgebiet ist knapp 8 ha groß und liegt zu über 99 % auf der Gemarkung Raitbach. Lediglich im Mündungsbereich wird das Gemeindegebiet von Hausen berührt. Der höchste Punkt des Einzugsgebiets liegt im Osten auf knapp 600 m ü. NHN am Westhang des Blaßbergs. 
Die Einzugsgebiete der folgenden Nachbargewässer grenzen an:
- Im Norden entwässert der Engenaubach direkt oberhalb des Haugrabens in die Wiese;
- im Osten und Süden liegt das Einzugsgebiet des Rießbachs, mit seinen beiden Oberläufen Graben und Mäusegraben, der über den Krebsbach unterhalb in die Wiese Mündet.

### Zuflüsse
Auf der amtlichen Gewässerkarte sind keine Zuflüsse verzeichnet.

### Flusssystem Wiese
- Fließgewässer im Flusssystem Wiese